# Swartzia cupavenensis
Swartzia cupavenensis är en ärtväxtart som beskrevs av John Macqueen Cowan. Swartzia cupavenensis ingår i släktet Swartzia och familjen ärtväxter. Inga underarter finns listade i Catalogue of Life.